# Chao (Sonic the Hedgehog)
Los Chaos (チャオ Chao) son personajes ficticios de la saga de Sonic the Hedgehog, que aparecen en los juegos Sonic Adventure y Sonic Adventure 2

## Descripción
Los chaos aparecen en el jardín Chao en los juegos Sonic Adventure y Sonic Adventure 2, entre otros juegos, además de en la serie animada Sonic X. Son criaturas pequeñas, de color azul claro, con una bola amarilla sobre su cabeza (o "emote ball") en forma de gota, y tonos amarillos al final de sus manos.
Dependiendo del tipo, el color puede variar.

## Jardín Chao
El jardín Chao es el hogar de los Chaos, allí hay muchas cosas para entretener y para alimentar al Chao, y muchas otras cosas. El jardín principal del juego es el Chao Garden, existen otros dos jardines que se pueden desbloquear, el Dark Garden y el Hero Garden. También hay otro jardín muy especial llamado Chao Kindergarten. Allí se encuentra el mercado negro, un negocio para que el jugador compre cosas para el jardín como huevos y frutas, entre otras.

## Alimentación
Cuando un Chao tiene hambre, lo demuestra llorando. El alimento del Chao es la fruta. Cuando el jugador recoja una fruta, debe dársela al Chao acercándose a él. La fruta crece en los árboles del jardín Chao. Las frutas se caen solas de los árboles, pero también las puede hacer caer el jugador pulsando el botón de acción y moviendo los cursores durante algún tiempo. Las frutas también se consiguen en el mercado negro. Puedes vender objetos extraños para conseguir dinero en el mercado negro. El carácter del chao se forma de acuerdo al trato que le dé el jugador.

## Chaos conocidos
- Cheese: Es el Chao mascota de Cream the Rabbit. Acompaña a su dueña a todos lados, y su edad es desconocida, aunque podría ser proporcional a la de Cream. Al parecer conoce a Chaos, pues en la serie se enoja cuando dicen que Chaos es un monstruo. Se diferencia de otros Chaos porque usa un moño rojo en su cuello.
- Chocola: Apareció por única vez en Sonic Heroes, donde era secuestrado por Metal Sonic, junto con Froggy; y es el hermano de Cheese, pero no es del mismo color que este, sino marrón y, al igual que su hermano, usa un moño en su cuello, pero de color azul claro. Se tiene la teoría de que en Sonic X vive junto a la madre de Cream, Vanilla the Rabbit, ya que no aparece en esta serie.
- Chaos: Es un Chao mutante.
- Omochao: Es un Chao robot. A partir de Sonic Adventure 2, y en adelante en juegos como Sonic Heroes o Sonic Generations es el encargado de enseñar al jugador sobre el juego. Por ejemplo cómo jugar, o llevarlo por un tutorial. En Sonic Adventure 2 había que tocarlo para que te diese un consejo en un nivel, en Sonic Heroes había que tocar un icono para que te hablara, pero en Sonic Generations la ayuda generalmente es dada automáticamente y se le puede ver volando.